# Ушаково (Озерський міський округ)
Ушаково (рос. Ушаково) — селище Озерського міського округу, Калінінградської області Росії. Входить до складу Озерського міського поселення.
Населення —  120 осіб (2015 рік). 

## Населення
| 2002 | 2010 | 2014 |
| ---- | ---- | ---- |
| 136  | ↘125 | ↘120 |